# Lorena Wiebes
Lorena Wiebes (ur. 17 marca 1999 w Mijdrecht) – holenderska kolarka szosowa.

## Osiągnięcia
Opracowano na podstawie:

2019
- 1. miejsce w Nokere Koerse
- 2. miejsce w Driedaagse Brugge-De Panne
- 2. miejsce w Gandawa-Wevelgem
- 1. miejsce w Omloop van Borsele
- 1. miejsce na 1. etapie Tour de Yorkshire
- 1. miejsce w Tour of Chongming Island
  - 1. miejsce w klasyfikacji punktowej i młodzieżowej
  - 1. miejsce na 1., 2. i 3. etapie
- 2. miejsce w Dwars door de Westhoek
- 1. miejsce w Diamond Tour
- 1. miejsce w igrzyskach europejskich (start wspólny)
- 1. miejsce w mistrzostwach Holandii (start wspólny)
- 1. miejsce na 3. etapie BeNe Ladies Tour
  - 1. miejsce w klasyfikacji punktowej
- 1. miejsce w RideLondon Classique
- 4. miejsce w mistrzostwach Europy (start wspólny)
- 1. miejsce na 1. etapie Ladies Tour of Norway
- 2. miejsce w Holland Ladies Tour
  - 1. miejsce w klasyfikacji punktowej
  - 1. miejsce na 1. i 2. etapie

2020
- 1. miejsce w Omloop van het Hageland
- 1. miejsce w Grote Prijs Euromat
- 1. miejsce w Driedaagse Brugge-De Panne
- 3. miejsce w Challenge by La Vuelta
  - 1. miejsce w klasyfikacji młodzieżowej
  - 1. miejsce na 1. etapie

2021
- 1. miejsce w Scheldeprijs
- 1. miejsce w GP Eco-Struct
- 1. miejsce na 2. i 6. etapie Thüringen Ladies Tour
- 3. miejsce w Dwars door het Hageland
- 1. miejsce w Dwars door de Westhoek
- 1. miejsce w Diamond Tour
- 3. miejsce w Belgium Tour
  - 1. miejsce w klasyfikacji młodzieżowej
  - 1. miejsce na 1. etapie
- 1. miejsce na 5. i 8. etapie Giro d’Italia Women
- 1. miejsce na 4. i 5. etapie The Women’s Tour
  - 1. miejsce w klasyfikacji punktowej
- 1. miejsce w Ronde van Drenthe

2022
- 3. miejsce w Omloop Het Nieuwsblad
- 1. miejsce w GP Oetingen
- 1. miejsce w Ronde van Drenthe
- 1. miejsce w Nokere Koerse
- 2. miejsce w Classic Brugge-De Panne
- 1. miejsce w Scheldeprijs
- 3. miejsce w GP Eco-Struct
- 1. miejsce w RideLondon Classique
  - 1. miejsce w klasyfikacji punktowej
  - 1. miejsce na 1., 2. i 3. etapie
- 1. miejsce na 2., 3. i 6. etapie The Women’s Tour
  - 1. miejsce w klasyfikacji punktowej
- 3. miejsce w mistrzostwach Holandii (start wspólny)
- 2. miejsce w Baloise Ladies Tour
  - 1. miejsce w klasyfikacji punktowej
  - 1. miejsce na 1., 2., 3a. i 4. etapie
- 1. miejsce na 1. i 5. etapie Tour de France Femmes
- 1. miejsce w mistrzostwach Europy (start wspólny)
- 1. miejsce w Holland Ladies Tour
  - 1. miejsce w klasyfikacji punktowej
  - 1. miejsce na 1. i 2. etapie
- 1. miejsce w Binche-Chimay-Binche

2023
- 1. miejsce na 2. etapie UAE Tour
- 2. miejsce w Omloop Het Nieuwsblad
- 1. miejsce w Omloop van het Hageland
- 1. miejsce w Ronde van Drenthe
- 2. miejsce w Nokere Koerse
- 3. miejsce w Classic Brugge-De Panne
- 1. miejsce w Scheldeprijs
- 1. miejsce na 1. i 3. etapie Vuelta a Burgos
  - 1. miejsce w klasyfikacji punktowej
- 1. miejsce na 3. etapie Giro d’Italia Women
- 1. miejsce na 3. etapie Tour de France Femmes
- 1. miejsce na 1. i 3. etapie Tour of Scandinavia
- 2. miejsce w Holland Ladies Tour
  - 1. miejsce w klasyfikacji punktowej
  - 1. miejsce na 5. etapie
- 2. miejsce w mistrzostwach Europy (start wspólny)

2024
- 1. miejsce w GP Oetingen
- 1. miejsce w Ronde van Drenthe
- 2. miejsce w Nokere Koerse
- 1. miejsce w Gandawa-Wevelgem
- 1. miejsce w Scheldeprijs
- 2. miejsce w Amstel Gold Race
- 1. miejsce na 3. etapie Vuelta a Burgos
- 1. miejsce w RideLondon Classique
  - 1. miejsce w klasyfikacji punktowej
  - 1. miejsce na 1., 2. i 3. etapie
- 1. miejsce na 3. etapie Tour of Britain
- 1. miejsce w Baloise Ladies Tour
  - 1. miejsce w klasyfikacji punktowej
  - 1. miejsce na prologu, 1., 3a., 3b. i 4. etapie
- 1. miejsce w mistrzostwach Europy (start wspólny)

## Rankingi
| Rok            | 2018 | 2019 | 2020 | 2021 | 2022 | 2023 | 2024 |
| -------------- | ---- | ---- | ---- | ---- | ---- | ---- | ---- |
| Ranking UCI    | 14.  | 1.   | 12.  | 20.  | 2.   | 4.   | 4.   |
| UCI World Tour | 61.  | 3.   | 11.  | 23.  | 4.   | 6.   | 4.   |
|                |      |      |      |      |      |      |      |
| Źródło: UCI    |      |      |      |      |      |      |      |